# Artículo indeterminado
Un artículo indeterminado es un término empleado en la gramática tradicional del español y otras lenguas, que se refiere a un tipo de determinante que marca los sustantivos que no han sido presentados con anterioridad, por lo que no se pueden identificar. En lingüística teórica tiende a reservarse el término de artículo para lo que en gramática tradicional se denominó artículo definido (es decir, para una palabra que expresa la categoría de definitud).

## Artículo indeterminado en español
En Los vecinos han jugado un partido, el hablante da por sabido que el oyente desconoce la noticia previa de dicho partido, y por esa razón emplea un artículo indeterminado.
El artículo indeterminado presenta dos valores:
- Valor indefinido: El valor indefinido se utiliza para referenciar a una entidad de una manera vaga e imprecisa, como por ejemplo Un día aprobarás el examen, donde, en este caso, un día hace alusión a algún día.
- Valor numeral: El valor numeral se utiliza para referenciar a una entidad de una manera precisa, como por ejemplo Me debes un euro.